# Фюрстенштайн
Фюрстенштайн (нім. Fürstenstein) — громада в Німеччині, знаходиться в землі Баварія. Підпорядковується адміністративному округу Нижня Баварія. Входить до складу району Пассау.
Площа — 19,30 км2. Населення становить 3497 ос. (станом на 31 грудня 2020).